# Apanteles litae
Apanteles litae är en stekelart som beskrevs av Nixon 1972. Apanteles litae ingår i släktet Apanteles och familjen bracksteklar. Inga underarter finns listade i Catalogue of Life.